# 鈴木史朗 (技術者)
鈴木 史朗（すずき しろう、1971年10月10日 - ）は、日本の情報技術者。ネットプロテクションズホールディングス共同創業者で、同社取締役CTO（最高技術責任者）。日本初の未回収リスク保証型後払い決済サービスを立ち上げた。

## 人物・経歴
東京都板橋区生まれ。埼玉県育ち。東京理科大学理学部応用数学科卒業後、1996年東京工業大学大学院情報理工学研究科数理・計算科学専攻修了。金融工学を学んだ。
研究を活かそうと、1996年に構造計画研究所に入社し、オペレーションズリサーチを使った業務に従事した。2000年テクマトリックスに入社し、研究開発等に従事。2002年ネットプロテクションズ入社。2004年ネットプロテクションズ取締役。創業社長の柴田紳と2人で日本初となる未回収リスク保証型後払い決済サービスの立ち上げにあたった。
2018年ネットプロテクションズホールディングス取締役CTO、ネットプロテクションズ取締役CTO。新規事業や、台湾への進出、ビッグデータ利活用なども進め、2021年には東京証券取引所上場にあたり持株160,000株を放出。